# Violenza psicologica
La violenza psicologica è una forma di violenza che consiste in un'ostilità ripetuta, che può essere verbale o non verbale, che danneggia direttamente o indirettamente la stabilità emotiva di chi la subisce. Si riferisce a molte forme di aggressione intellettuale e morale, utilizzata come strumento di costrizione e di oppressione per obbligare gli altri ad agire contro la propria volontà.
Questa violenza può portare ad un trauma psicologico che può includere ansia, depressione cronica e disturbo da stress post-traumatico. 
Non è raro che la vittima non riconosca la violenza e non riesca a lasciare il suo "carceriere": fino a qualche anno fa, il silenzio e la connivenza della vittima venivano fatte risalire a sue caratteristiche di masochismo; oggi si preferisce considerarli come il risultato del plagio a cui la vittima è stata sottoposta. In altre parole, la vittima ha "appreso a considerarsi impotente" di fronte a questa situazione. A questo proposito sono state importanti le ricerche di Albert Biderman sui sopravvissuti ai campi di concentramento cinesi durante la guerra di Corea. 
Nella cosiddetta "violenza domestica", tale violenza non è tipica di un genere o di un altro ma riguarda la coppia e i rapporti genitori-figli: spesso infatti ne sono vittima i bambini, sia come bersagli che in quanto testimoni. 
Si tratta di un tipo di violenza presente anche nel posto di lavoro, in forma di bossing (esercitata dai superiori verso i subordinati) o di mobbing.. A livello sociale, la violenza psicologica della mafia è pure un fenomeno ben noto. 

## Caratteristiche
La violenza psicologica può essere obiettivamente individuabile in certi tipi di discorsi o di atteggiamenti che mirano a controllare l'altra persona in assenza di violenza fisica conclamata. 
Si possono isolare almeno 15 categorie di aggressione verbale, frequenti nella comunicazione con i bambini, nella coppia e sul lavoro: diffamazione, insulti, minacce, obiezioni, giudizi, critiche, accuse, rimproveri, scherzi, blocco, deviazione, dimenticanza, restrizione, negazione, discredito e silenzio. Negazione, discredito e silenzio sono spesso utilizzate in risposta alla protesta della vittima che si lamenta di non essere stata sentita o che le è stata fatta un'osservazione sgradevole. Segnalano la convinzione dell'aggressore di poter tranquillamente fare del male all'altra persona, oltre a denunciare la mancanza di empatia dell'aggressore, che non ha nessuna intenzione di scusarsi, verso la sua vittima.
Yvane Wiart, nel suo libro dedicato alla violenza psicologica in famiglia, presenta diversi questionari che permettono di scoprire se in seno alla coppia si è aggressori o vittime oppure entrambe le cose e offre soluzioni per uscire dal ciclo della violenza psicologica, che spesso rappresenta un fenomeno transgenerazionale. La violenza che si infligge o quella che si subisce è a immagine di quella che si è vissuta nella propria infanzia e che è stata appresa come un modo normale di reazione.
È importante distinguere aggressività e collera che vengono spesso confuse. Si dice facilmente di una persona che si incollerisce che è aggressiva anche se si limita a manifestare il suo malcontento. Si può essere aggressivi senza mai alzare la voce, né avere l'aria incollerita. Ci sono molti tipi di aggressione verbale in cui l'aggressore presenta un atteggiamento calmo, una apparente neutralità o addirittura benevolenza ed è per questa ragione che questi tipi di comportamento sono difficili da catalogare come elementi di violenza psicologica. Anche il silenzio che può seguire a una domanda o a un rimprovero ne è un esempio. Il rifiuto di riprendere la conversazione è ad esempio caratteristica di un silenzio aggressivo. I bambini che non sono stati ascoltati o sono stati messi a tacere mentre protestavano si rifugiano poi nell'aggressione verbale attiva o passiva e protraggono questo atteggiamento da adulti. Si incolleriscono alla minima occasione, non c'è niente che sembri placarli o al contrario possono essere convinti di meritare gli attacchi e diventano allora vittime consenzienti.
È importante sapere che non devono essere sempre presenti tutte le caratteristiche elencate perché si tratti di violenza psicologica

## Lo schema di Albert Biderman (1957)
Nel suo libro "Stupro nel matrimonio" (Rape in Marriage), Diana Russell dimostrò che chi agisce violenza psicologica segue uno schema grosso modo identico a quello dei seviziatori nei campi di prigionia: tale schema era stato riassunto dal ricercatore Albert D. Biderman, che aveva intervistato soldati americani sopravvissuti ai campi di concentramento cinesi durante la Guerra di Corea. Questo schema è chiamato "Biderman's Chart of Coercion": come si può vedere, in questo elenco non vi è quasi traccia di violenza fisica.

### Controllo e manipolazione
Ci sono dieci campi di controllo in cui succede che si assoggettino gli altri: controllo della libertà di movimento, delle frequentazioni, del comportamento, dei mezzi finanziari, dei gusti, del pensiero, dello spazio sonoro, del tempo, dello spazio fisico e della comunicazione. 
Per esempio: pretendere di essere continuamente informati sugli spostamenti e le frequentazioni dell'altro; dare indicazioni su come vestirsi e pettinarsi; ostacolare la ricerca di un lavoro o l'ottenimento di un titolo di studio; controllare i guadagni e le spese dell'altra persona; chiedere di tacere tutte le volte che si è insieme. 
Yvane Wiart, nel suo libro dedicato alla violenza psicologica in famiglia, descrive in modo dettagliato le diverse modalità di controllo sugli altri. 
Spesso l'abuso emotivo consiste nella manipolazione delle emozioni della vittima a un punto tale che essa non si accorge di come le sue emozioni siano il risultato del controllo che l'aggressore ha su di lei. La sua capacità decisionale, la sua indipendenza e la sua autostima vengono alterate o annullate.
Per esempio: sostenere di "sapere meglio dell'altro" quali sono i suoi sentimenti e le sue emozioni.
Il gaslighting è una forma di manipolazione psicologica nella quale vengono presentate alla vittima false informazioni con l'intento di farla dubitare della sua stessa memoria e percezione,oppure la messa in scena di eventi bizzarri con l'intento di disorientare la vittima. Ma può anche essere semplicemente il negare che gli episodi di violenza siano mai accaduti, accusando la vittima di "essere pazza" e di "inventarsi le cose". Gaslighting è una parola di origine colloquiale ma il termine è stato anche usato nella letteratura clinica

### Stress cronico
Continue litigate, scenate e scatti d'ira, urlare, sbattere oggetti, sbattere le porte. Tutto ciò può fiaccare la resistenza psicologica della vittima. 
Oppure anche il "trattamento del silenzio" se la persona non si adegua alle richieste del "carceriere". 
Nel mobbing, la vittima viene presa costantemente di mira dal gruppo con scherzi, battute, meschinerie di vario genere.

### Umiliazione e degradazione
Violazione della privacy: l'abusante legge i messaggi al cellulare, legge la corrispondenza privata, telefona a tutte le ore senza curarsi del riposo, ecc. 
Mancanza di rispetto: l'abusante usa nomignoli sarcastici, oppure critica o insulta continuamente, spesso accusando la vittima di essere "pazzo/pazza". 
Il sarcasmo è considerato una forma di aggressione psicologica, se usato continuamente mette la vittima in condizione di stress.

### Isolamento
Uno dei segni di violenza psicologica è il progressivo isolamento in cui la vittima viene spinta: per evitare continue scenate e litigate, la vittima smette di frequentare la sua cerchia abituale di amici e famigliari. A volte, questa richiesta di isolamento è presentata come una dichiarazione d'amore.
Questa forma di violenza psicologica può creare dipendenza affettiva da parte della vittima, e fare sì che quest'ultima si senta sempre più in difficoltà e creda di non potercela mai fare da sola, senza l'aiuto (e il controllo) del suo "carceriere". 
L'isolamento della vittima è anche una delle fasi iniziali del mobbing o del bossing.
A livello sociale, è una nota dinamica mafiosa quella di isolare il bersaglio prima di colpirlo.

### Minacce
Frasi come "Sarei anche capace di... " "Potrei fare come quella volta che..." Queste frasi sono come il tuono che annuncia il temporale in lontananza. La vittima generalmente reagisce diventando più accondiscendente verso le richieste dell'abusante, sperando di evitare l'esplodere della violenza.
In un secondo momento, la violenza può dilagare in forma fisica, con lanci di oggetti, o violenza contro oggetti o animali cari alla vittima, e poi continuare con atti più gravi di violenza alla vittima. Gli episodi di violenza molto grave possono essere seguiti da un terzo momento, chiamato "luna di miele", in cui l'abusante promette di non rifarlo mai più e spesso accusa velatamente la vittima di non averlo saputo capire e calmare al momento giusto. La minaccia quindi fa spesso parte di un ciclo dell'abuso (Lenore Walker). 
Le minacce possono riguardare l'incolumità della vittima, ma anche dei suoi figli o delle sue proprietà. Particolarmente devastanti sono le minacce vaghe, non esplicitate oppure le minacce possono riguardare l'abusante stesso: in altre parole, se la vittima non acconsente a fare quello che vuole lui/lei, l'abusante può avere un crollo nervoso, avere crisi isteriche o minacciare il suicidio

### Ricompense occasionali
Inaspettate e imprevedibili ricompense per un comportamento ritenuto adeguato (complice). Rinforzano la dipendenza affettiva della vittima, che è sollecitata a ottenere altre ricompense e una "tregua" dai maltrattamenti. Questo tipo di condizionamento operante è stato studiato da Burrhus Skinner nella celebre "gabbia di Skinner".

### Dimostrazioni di onnipotenza
Per esempio nel mobbing, applicare sanzioni penali amministrative su un singolo lavoratore senza dare spiegazioni.

### Richieste assurde e contraddittorie
La vittima è indotta a uno stato di stress cronico con richieste sempre più assurde e contraddittorie. Per esempio, in una relazione di coppia, possono essere richieste di natura sessuale che offendono la sensibilità di chi le riceve Sul lavoro, possono essere compiti e mansioni dequalificanti, degradanti o immorali.

## Conseguenze
Richiamare la violenza psicologica e le sue conseguenze fa pensare a un impatto psichico che potrebbe condurre a una perdita di autostima, di motivazione e a depressione. Questi sintomi che possono essere anche gravi e invalidanti di per sé, sono ancora più preoccupanti quando si ripercuotono sulla salute fisica. Essi infatti mettono in moto meccanismi di stress nella persona aggredita, che implicano una reazione del sistema cardio-vascolare oltre che del sistema immunitario che, se non interrotti, possono portare conseguenze a medio e lungo termine molto gravi per l'organismo. Questi meccanismi sono stati evidenziati per la prima volta da Hans Selye (1962), creatore del concetto di stress, poi da molti altri ricercatori che sono giunti alla nozione di carico allostatico presentato come fattore scatenante delle malattie. Una branca relativamente recente della ricerca internazionale sulle relazioni tra problemi psichici e malattia si chiama psiconeuroendocrinoimmunologia.
Anche l'aggressore non sfugge alla messa in moto dei meccanismi dello stress, pure se la sua aggressività spesso gli fornisce una scappatoia che gli permette di scaricare la tensione accumulata. Questi meccanismi sono stati sperimentati da Henri Laborit sui ratti che, stressati, si ammalano se sono soli in gabbia, mentre se sono in presenza di un altro ratto da poter attaccare conservano la propria salute fisica.

## Violenza psicologica sui bambini
Uno studio francese coordinato da Pierre G. Coslin e Brigitte Tison ha evidenziato come i professionisti che devono intervenire nel quadro dei bambini in pericolo e cioè psicologi, medici, assistenti sociali, insegnanti e componenti delle forze dell'ordine hanno frequentemente problemi a riconoscere gli esiti della violenza psicologica.

### Approccio
Nel 1983 si è tenuta a Indianapolis la prima conferenza internazionale che trattava di abusi psicologici sui minori e sui giovani che ha riunito esperti provenienti da otto paesi. I ricercatori hanno lavorato a lungo sulla definizione di questo tipo di violenza, in modo da poterla rendere obiettivo di studio e con lo scopo di informare e fare prevenzione.
Nel 1995, l'APSAC (American Professional Society on the Abuse of Children) ha stabilito che i maltrattamenti psicologici ripetuti da parte di un genitore o di figure educative convincono il bambino che non è amato, che non è desiderato, che si trova in pericolo e che il suo unico modo di dimostrare quanto vale sta nella soddisfazione dei desideri degli altri.
Sulla base di varie teorie dello sviluppo e dell'educazione, incluso il lavoro di Abraham Maslow, l'abuso psicologico sembra essere un attacco diretto all'equilibrio fisiologico dell'individuo oltre che ai bisogni fondamentali di autostima, di sicurezza, di amore e del senso di appartenenza. Il rifiuto, il terrore, l'isolamento, la corruzione, lo sfruttamento del bambino e il rifiuto della risposta affettiva sono le categorie principali della violenza psichica individuata dall'APSAC.
- Isolamento

Isolare il bambino porta a impedirgli di soddisfare i suoi bisogni di interazione e di comunicazione con gli altri, bambini o adulti che siano, dentro o fuori di casa. 
- Terrore

Terrorizzare il bambino consiste nel minacciarlo o nell'avere comportamenti che possono ferire, abbandonare, o mettere lui (oppure gli altri da lui amati) in situazioni obiettivamente pericolose. 
- Rifiuto

Il rifiuto si esprime tramite la pratica di sminuire il bambino, di togliere valore alla persona e alle sue azioni, tramite la consuetudine di farlo vergognare o di ridicolizzare le sue manifestazioni di affetto, di timore o di paura. 
- Rifiuto di risposta affettiva

Il rifiuto di risposta affettiva si manifesta col disprezzo dei tentativi del bambino di interagire con il genitore sul piano affettivo, con la mancanza di gesti di affetto, di preoccupazione e di amore verso di lui e con l'assenza di manifestazioni emotive. Si concretizza con un certo distacco e una mancanza di coinvolgimento, limitando le interazioni allo stretto necessario, in maniera emotiva e concreta. Le negligenze mediche ed educative corrispondono all'assenza o al rifiuto di cure fisiche o psichiche e di scolarizzazione del bambino.
- Sfruttamento e corruzione

Sfruttare o corrompere il bambino significa incoraggiarlo a sviluppare condotte inappropriate, autolesioniste, antisociali, criminali, devianti o inadatte. Questo include pure incitarlo ad adottare comportamenti inappropriati a un buon sviluppo, come l'inversione dei ruoli come l'adultizzazione o la genitorialità dove è lui che si prende cura dei genitori invece di soddisfare i suoi bisogni o i suoi sogni non realizzati, o ancora l'infantilizzazione dove gli si vieta di crescere perché questo destabilizza i genitori. Quest'ultima forma di abuso consiste nell'incoraggiare o costringere il bambino o l'adolescente ad abbandonare il suo bisogno di autonomia tramite un coinvolgimento eccessivo, l'intrusione o la dominazione per effetto dei quali le sue opinioni, i suoi sentimenti e i suoi desideri non sono presi in considerazione e la sua vita è del tutto diretta dai genitori, come ad esempio succede nel film Family Life.

### Dinamiche caratteristiche
Una delle dinamiche famigliari caratteristiche è quella in cui uno dei genitori è narcisista mentre l'altro genitore è co-narcisista. 
Se nella famiglia ci sono due o più figli, può capitare che uno di questi sia trattato come il "bambino d'oro" (golden child) in cui il genitore narcisista si identifica, mentre un fratello o sorella diventa il "capro espiatorio" (scapegoat child), ovvero il bersaglio di continue critiche, rimproveri o scherzi. 
Se il bambino è figlio unico, egli può interpretare entrambi i ruoli, a seconda se esprime o meno le sue esigenze personali, cioè se contravviene oppure no all'imperativo dei genitori di mettere sempre loro al primo posto.

### Impatto
La violenza psicologica vissuta in seno alla famiglia ha conseguenze che si possono manifestare nell'infanzia o nell'adolescenza ma anche comparire in età adulta. Induce disturbi comportamentali, relazionali, una scarsa autostima, comportamenti di dipendenza, aggressività, difficoltà di concentrazione e di apprendimento.
Fin dagli anni 1950 John Bowlby ha attirato l'attenzione sull'impatto insospettato della carenza di attenzione ai bisogni di attaccamento del bambino nel suo rapporto per l'OMS. Nel corso della sua carriera di psichiatra e psicanalista ha insistito sull'importanza di prendere coscienza della violenza familiare nell'infanzia e nell'adolescenza per la comprensione dei disturbi affettivi legati allo sviluppo della personalità. In questa prospettiva, sono punti di riferimento anche le opere di Alice Miller o Karen Horney.
Sul piano fisico sono stati stabiliti dei legami tra abuso emotivo e problemi respiratori come asma e allergia e le affezioni che sono riconducibili a meccanismi di reazione allo stress come problemi cardiovascolari, ipertensione e cancro.
I lavori riportati dall'APSAC evidenziano come l'assenza di reazioni emotive alle sollecitazioni dei bambini induce i traumi più gravi sia sul piano fisico che psichico con un impatto a lunghissimo termine. La violenza psicologica ha una influenza nefasta sullo sviluppo del cervello e i meccanismi di regolazione delle funzioni corporee che a lungo termine può condurre alla malattia. La prevenzione è quindi fondamentale.

## La violenza psicologica in sede giudiziaria
La violenza psicologica viene trattata in modi differenti a seconda delle varie tipologie di reato a cui si associa. 

### Plagio
Nel codice penale italiano il plagio era equiparato alla "riduzione in schiavitù" e considerato un reato punito fino al 1981 secondo l'articolo 603 del Codice penale. La Corte costituzionale, con la sentenza n. 96 dell'8 giugno 1981 ha sancito l'illegittimità costituzionale dell'art. 603. 
Nel 2019 il Ministero della Giustizia francese ha autorizzato una sospensione del segreto professionale dei medici, che sono autorizzati a segnalare violenze domestiche in atto senza il consenso della vittima, nel caso in cui essi stabiliscano che la vittima sia in pericolo di vita e che non denunci le violenze perché si trova in uno stato di plagio ("emprise") da parte dell'autore delle violenze
Attualmente sul concetto di "plagio" persiste una certa confusione terminologica. Oggi si preferisce parlare di manipolazione mentale.

### Mobbing
Nel mobbing la violenza psicologica è punita in quanto tale.

### Violenza domestica
Nel caso della violenza domestica è raro che ci sia una menzione a parte per la violenza psicologica Tuttavia, alcuni psicologi includono nella categoria della violenza psicologica la cosiddetta Sindrome da alienazione genitoriale (SAG): questa deriverebbe dall'atteggiamento di un genitore, che denigra l'altro genitore in presenza del bambino e lo induce a rompere i rapporti con lui. La SAG viene evocata quasi sempre nei casi in cui un genitore denuncia l'altro per violenza domestica: è abbastanza frequente che il genitore che denuncia maltrattamenti venga a sua volta accusato di aizzare i figli nei confronti del coniuge. La maggior parte degli specialisti considera non-scientifico il concetto di SAG in quanto i criteri diagnostici la rendono impossibile da identificare. Alcuni sostengono che si tratti di un'ulteriore forma di manipolazione da parte del genitore maltrattante, il quale non solo usa violenza contro l'altro genitore, ma ottiene la complicità di altre persone, evitando le conseguenze di un'azione penale.